# 12383 Eboshi
12383 Eboshi este un asteroid din centura principală de asteroizi.

## Descriere
12383 Eboshi este un asteroid din centura principală de asteroizi. A fost descoperit pe 2 octombrie 1994 la Kitami de Kin Endate și Kazuro Watanabe. Asteroidul prezintă o orbită caracterizată de o semiaxă mare de 3,08 ua, o excentricitate de 0,13 și o înclinație de 8,3° în raport cu ecliptica.